# Morcone
Morcone là một đô thị ở tỉnh Benevento trong vùng Campania, có vị trí khoảng 70 km về phía đông bắc của Napoli và khoảng 25 km về phía tây bắc của Benevento. Đô thị này nằm trên ngọi đồi trong thung lũng suối Tammaro.
Morcone giáp các đô thị: Campolattaro, Cercemaggiore, Cerreto Sannita, Circello, Pietraroja, Pontelandolfo, Santa Croce del Sannio, Sassinoro, Sepino.

## Thành phố kết nghĩa
- Penela, Bồ Đào Nha